# Douglas Walton
Douglas Walton (Toronto, 17 oktober 1909 - New York, 25 november 1961) was een Canadees acteur. Tussen 1931 en 1950 verscheen hij in een zestigtal films.

## Biografie
Walton werd geboren als John Douglas Duder in Toronto op 17 oktober 1909, als zoon van Ethel Blackwell en George Duder, een Britse geestelijke. Hij groeide op in Engeland, waar hij architectuur studeerde. In 1927 verhuisde hij naar de Verenigde Staten. Zijn acteercarrière begon in theaters in Chicago en New York. Tijdens de Tweede Wereldoorlog was hij tweede luitenant in het Amerikaanse leger. Na zijn militaire dienst werd hij ook kunstschilder en -docent. Hij stopte in 1950 met acteren en werd voltijds kunstschilder.
Walton speelde vaak aristocratische, intellectuele of verfijnde Engelse of Europese mannen in films zoals The Count of Monte Cristo (1934), Bride of Frankenstein (1935) en  Mutiny on the Bounty (1935) met Clark Gable in de hoofdrol. In Mary of Scotland (1936) van regisseur John Ford met Katharine Hepburn in de hoofdrol leverde hij misschien wel zijn beste prestatie als de verwijfde en laffe Lord Darnley. Ford regisseerde Walton ook in The Lost Patrol (1934) en The Long Voyage Home (1940), met in de hoofdrol John Wayne. Walton speelde ook in Bad Lands, de westernremake uit 1939 van Fords The Lost Patrol, geregisseerd door Lew Landers.
In de jaren veertig speelde Walton vooral bijrollen of zelfs niet-gecrediteerde rollen in B-films en af ook nog eens in een grote productie, zoals Northwest Passage (1940) van King Vidor, met in de hoofdrol Spencer Tracy en The Picture of Dorian Gray (1945). In 1947 had hij een aanzienlijke rol als Percival Priceless in Dick Tracy vs. Cueball. Zijn laatste film was Three Came Home (1950).
Walton was drie keer getrouwd, zijn derde huwelijk uit 1950 met Hughuette Boudett hield stand tot aan zijn dood. Hij stierf op 17 november 1961 in New York op 52-jarige leeftijd aan een hartaanval.